# On My Block
On My Block è una serie televisiva coming-of-age creata da Lauren Iungerich, Eddie Gonzalez e Jeremy Haft. La prima stagione, composta da dieci episodi, è stata distribuita su Netflix il 16 marzo 2018.
Composta da giovani attori neri e latinos, la serie vede la partecipazione di Sierra Capri, Jason Genao, Brett Gray, Diego Tinoco e Jessica Marie Garcia. Al momento della distribuzione, la serie ha ricevuto il plauso della critica per il suo cast, le trame e le interpretazioni.

## Trama
La serie segue le vicende di Monse, Ruby, Jamal, Cesar e Jasmine,  provenienti da un quartiere difficile di  Los Angeles, Freeridge.

## Personaggi e interpreti

### Principali
- Monse Finnie (stagioni 1-4), interpretata da Sierra Capri, doppiata da Sara Labidi.
È una giovane ragazza di discendenza afro-latina, leader del suo gruppo di amici. Cresciuta da un padre single, è innamorata di uno dei suoi migliori amici, Cesar. Nella prima stagione cerca di contattare una donna che crede sia la sua madre naturale.[2][4][5][6]
- Ruby Martinez (stagioni 1-4), interpretato da Jason Genao, doppiato da Riccardo Suarez.
Esperto matematico di discendenza messicana che spesso funge da coscienza del gruppo. Ruby sarà poi innamorato di Olivia, ma quest'ultima non ricambierà subito e poco dopo averla conquistata, le spareranno a sangue freddo.[6]
- Jamal Turner (stagioni 1-4), interpretato da Brett Gray, doppiato da Federico Bebi.
Il nerd afro-americano del gruppo. Nella prima stagione è attratto dalla ricerca di un tesoro nascosto che circonda Roller World, alla fine trova realmente la borsa piena di soldi. Durante la fine della stagione 3 incrina il suo rapporto con gli amici, entrando anche a far parte del team di football, e diventando uno dei ragazzi più popolari della scuola. Durante la stagione 4 diventerà anche presidente d'istituto dell'ultimo anno del liceo, e risolverà i disguidi con tutti i suoi amici.[7]
- Cesar Diaz (stagioni 1-4), interpretato da Diego Tinoco, doppiato da Alex Polidori.
Un adolescente intelligente costretto ad entrare in una gang una volta che suo fratello è uscito di prigione, mettendo così a dura prova una relazione fiorente tra lui e Monse. Alla fine della stagione 3 si scopre essere diventato il leader della gang dei Santos, in seguito all'uscita dalla stessa di suo fratello Spooky. Durante la stagione 4 continuerà ad essere il leader dei Santos, ma la sua leadership verrà messa a dura prova in seguito alle varie guerre scoppiate tra le gang. Uscirà poi anche lui dai Santos verso metà stagione 4, scoprendo che il suo pegno per uscire dalla gang è stato pagato da suo fratello Oscar. Riuscirà in seguito a riprendere correttamente la vita scolastica, diplomandosi.
- Jasmine Flores (stagioni 2-4, ricorrente stagione 1), interpretata da Jessica Marie Garcia, doppiata da Letizia Ciampa.
Una compagna di classe del gruppo. Durante la stagione 3 inizierà una relazione con Ruby, relazione poi portata avanti anche durante la stagione 4. Nonostante i vari tira e molla la coppia alla fine della serie rimarrà insieme.[8]
- Oscar Diaz (stagioni 3-4, ricorrente stagioni 1-2), interpretato da Julio Macias, doppiato da Riccardo Scarafoni.
Il fratello di Cesar e leader della gang dei Santos. Spooky all’inizio sembra una persona distaccata e fredda ma più avanti dimostrerà di provare un gran bene per il fratello. Alla fine della serie ha messo la testa a posto, uscendo dalla gang dopo un pestaggio che lo ha ridotto in brutte condizioni, riuscendo a sposarsi ed avere una bambina.
- Marisol Martinez (stagione 4, ricorrente stagioni 1-3), interpretata da Peggy Blow, doppiata da Fabrizia Castagnoli.
La nonna messicana di Ruby. Stringe amicizia con Jamal nel corso della prima stagione, dandogli ricorrenti consigli su come trovare i soldi di Roller World. Verso la metà della stagione 4 si scoprirà che ha un cancro.

### Ricorrenti
- Olivia (stagione 1), interpretata da Ronni Hawk, doppiata da Eva Padoan.
Un'amica della famiglia di Ruby, i suoi genitori si prendono cura di lei dopo che i suoi genitori sono stati deportati in Messico. Muore alla fine della prima stagione
- Latrelle (stagioni 1-2, guest star stagione 4), interpretato da Jahking Guillory.
Ex compagno di classe del gruppo e membro della gang rivale dei Santos I Prophet$
- Chivo Ramirez (stagioni 1-2, guest star stagione 4), interpretato da Emilio Rivera.
Un giardiniere coinvolto nella caccia al tesoro di Jamal.
- Geny Martinez (stagioni 1-4), interpretata da Paula Garcés, doppiata da Ilaria Latini.
La madre di Ruby.
- Ruben Martinez (stagioni 1-4), interpretato da Eric Neil Gutierrez.
È il padre di Ruby.
- Mario Martinez (stagioni 1-2), interpretato da Danny Ramirez.
È il fratello di Ruby.
- Luisa Martinez (stagioni 1-2), interpretata da Kylie Samaniego.
È la sorella minore di Ruben, ha un fratellino gemello.
- Luis Martinez (stagioni 1-2), interpretato da Julio Ladesma.
È il fratello minore di Ruben, ha una sorellina gemella.
- Monty Finnie (stagioni 1-4), interpretato da Reggie Austin, doppiato da Andrea Lavagnino.
È il padre di Monse.
- Selena Whitman (stagioni 1-2), interpretata da Lisa Marcos, doppiata da Chiara Colizzi.
Una donna che Monse crede possa essere sua madre.
- Dwayne Turner (stagioni 1-4), interpretato da Eme Ikwuakor, doppiato da Massimo Bitossi.
È il padre di Jamal.
- Signora Turner (stagioni 1-4), interpretata da Raushanah Simmons.
È la madre di Jamal.
- Rosé Westbrook (stagioni 1, 3), interpretato da Angela Elayne Gibbs.
Una ex ballerina dei Soul Train coinvolta nella caccia al tesoro di Jamal.
- Amber (stagione 2), interpretata da Shoshana Bush.
Fidanzata di Mario.

## Episodi
| Stagione         | Episodi | Pubblicazione USA | Pubblicazione Italia |
| ---------------- | ------- | ----------------- | -------------------- |
| Prima stagione   | 10      | 2018              | 2018                 |
| Seconda stagione | 10      | 2019              | 2019                 |
| Terza stagione   | 8       | 2020              | 2020                 |
| Quarta stagione  | 10      | 2021              | 2021                 |

## Riconoscimenti
- 2018 – Teen Choice Awards[9]
  - Vinto a On My Block alla categoria Choice Breakout TV Show